# Cançó galàctica
La Cançó galàctica, també música galàctica, és tota aquella música relativa o pertanyent a l'univers estètic creat per Jaume Sisa així com de certs cantautors contemporanis i posteriors a ell com Pau Riba, Quimi Portet, Adrià Puntí, Manel, Antònia Font, Eduard Canimas, Marc Parrot o Roger Mas.
La resemantització del terme “galàctic/a” en aquest sentit és considerada, de fet, l'aportació més significativa de Sisa al camp de les idees. El terme apareix per primer cop a la cançó El cabaret galàctic, inclosa en el disc Galeta galàctica de Sisa de 1976. No serà fins més endavant que Sisa començarà a presentar-se com a “cantautor galàctic”.
El terme, però, convertit més endavant en un adjectiu genèric del camp de l'estètica, farà fortuna en l'àmbit de la premsa i els mitjans de comunicació i serà emprat per alguns artistes, periodistes i crítics musicals. Algunes vegades s'ha utilitzat com a etiqueta per referir-se únicament a l'estil musical del mateix Sisa, a manera d'un gènere musical imaginari, del qual ell seria l'únic exponentAltres vegades, però, també s'ha fet servir per referir-se tant a l'obra de Sisa com a cert estil poètic i musical d'altres artistes coetanis o posteriors amb qui Sisa ha tingut relació artística, o identificables amb aquest mateix imaginari estètic.
A partir de la dècada dels 2000, el terme començarà a aparèixer en articles o referències musicals totalment desvinculat de l'obra de Sisa i fins i tot es poden trobar referències d'aquest terme referides a àmbits no estrictament musicals.